# 45 a.C.
Il 45 a.C. (XLV a.C. in numeri romani) è un anno  del I secolo a.C.

## Eventi
- Primo anno bisestile secondo il calendario giuliano (vedi anche 30 febbraio);
- 1º gennaio - Entra in vigore il nuovo calendario giuliano;
- 17 marzo - Battaglia di Munda - Nella sua ultima vittoria, Giulio Cesare sconfigge le truppe di Tito Labieno e Gneo Pompeo il Giovane, Labieno è ucciso nella battaglia e il giovane Pompeo catturato e giustiziato;
- Finisce a Roma la guerra civile;
- Giulio Cesare - Dopo esser stato nominato Dittatore per 10 anni nel 46 a.C., viene fatto Dittatore e Console a vita, e fu chiamato Padre della Patria (Pater Patriae)(vedi anche Presidenti a vita);
- Marco Tullio Cicerone dopo la morte della figlia, inizia la composizione di numerose opere filosofiche, mentre il dominio di Giulio Cesare lo teneva lontano dalla politica. Fra le opere ricordiamo: De oratore ; Hortensius; Academica; Tusculanae disputationes; De natura deorum. Sempre di questo anno le due opere perdute Consolatio e Laus Catonis.
- Per ordine di Giulio Cesare Publilio Siro gareggiò come attore - superandone la bravura e aggiudicandosi la palma del migliore - con Decimo Laberio.
- Marco Giunio Bruto – ottenuto il perdono di Cesare (47 a.C.), già governatore della Gallia (46 a.C.), viene nominato pretore; fu uno degli assassini di Giulio Cesare (44 a.C.);

## Nati
- Iullo Antonio, politico romano († 2 a.C.)

## Morti
- 17 marzo - Tito Labieno, generale romano
- 12 aprile - Gneo Pompeo il Giovane, generale romano
- 31 dicembre - Quinto Fabio Massimo, militare e politico romano
- Publio Cornelio Silla, politico e generale romano
- Mamurra, politico romano
- Marco Claudio Marcello, senatore romano
- Publio Nigidio Figulo, filosofo, grammatico e astrologo romano
- Publio Attio Varo, politico e militare romano
- Tullia, nobildonna romana